# Elva
Elva je město v Estonsku (kraj Tartumaa, samosprávná obec Elva). V roce 2020 zde žilo 5698 obyvatel. 40 % území města tvoří lesoparky a dvě jezera: Verevi, které disponuje písečnou pláží a Arbi.
Mezi významné osobnosti narozené v Elvě patří například spisovatel Jaan Kärner.

## Historie
Město patrně vzniklo kolem roku 1889, brzy po dokončení vlakové tratě Tartu - Valga, a to kolem nádraží, jež dostalo jméno podle řeky Elvy. V roce 1913 zde byla otevřena základní škola, později i gymnázium. Městem se Elva stala 1. května 1938.
Centrum města velmi poničila druhá světová válka. V roce 1940 obsadila město Rudá armáda, o rok později je osvobodili partyzáni, tzv. Lesní bratři. Roku 1944 byla Elva svědkem bitvy mezi obrněnými vozy německého generála Hyacintha hraběte Strachwitze a Rudou armádou.
Od roku 1950 do roku 1962 byla Elva okresním městem.